# 영화초등학교 (경북)
영화초등학교는 대한민국 경상북도 영천시에 있는 공립 초등학교이다.

## 학교 연혁
- 1963년 6월 29일 설립인가 (영천서부국민학교)
- 1964년 3월 1일 영화국민학교 개교
- 1996년 3월 1일 현재 교명으로 변경
- 1998년 3월 1일 호당초등학교 통폐합
- 2016년 3월 1일 화덕분교장 본교 편입
- 2023년 6월 29일 개교 60주년

## 참고 자료
- 영화초등학교 - 한국교육학술정보원 학교알리미